# Tito Silva Music
Alberto Antonio Silva Reyes (Lima, 17 de enero de 1992), conocido por su nombre artístico Tito Silva Music, es un disc-jockey, personalidad de internet y productor musical peruano, que ha desarrollado su carrera artística en la música electrónica fusionado con otros géneros. Se dio a conocer por haber sido parte de la elaboración de sus parodias musicales, gozando de la popularidad a partir de los años 2020. Dentro de sus trabajos musicales que ha participado, fue en la canción «Mi bebito fiu fiu», interpretada por la cantante peruana Tefi C en 2022.

## Biografía
Nació el 17 de enero de 1992 en Lima, bajo el nombre Alberto Antonio Silva Reyes, proveniente de una familia de clase media. Tras concluir la secundaria, estudió la carrera de marketing, publicidad y música en la Universidad Peruana de Ciencias Aplicadas. Cumpliendo la mayoría de edad, trabajó como integrante de orquesta digital en los casinos de su zona.
Comenzó su carrera artística a mediados de los años 2010 bajo el nombre artístico de Tito Silva Music, añadiendo su apodo Tito (apócope de Alberto) y la palabra music (música en inglés), manteniendo su apellido real.[cita requerida] Más tarde, iniciaría su etapa de creaciones de sus parodias musicales, dentro de ellas, sus primeros trabajos con las voces de otros artistas como Ariana Grande y la fallecida Carmencita Lara. Gracias a ello, le ha permitido ser parte de la banda sonora de diferentes películas de la productora 20th Century Fox.
Se incursionó en la radio en el año 2020, siendo el presentador del programa La hora remix por la emisora local Onda Cero, en el cual realizaba mezclas de otras canciones de reguetón y trap, hasta su renuncia en 2021.
Pero fue en el año 2022, cuando Silva participaría en la canción «Mi bebito fiu fiu», inspirado en la conversación comprometedora entre el expresidente peruano Martín Vizcarra y Zully Pinchi, logrando así su paso al estrellato. Tras el éxito, el tema de Silva obtuvo una gran aceptación, convirtiéndose en la sensación de las redes sociales a nivel nacional e internacional, además de haber lanzado la versión salsa del mismo tema. Debido a ello, mostró una incomodidad por parte del cantante de rap Eminem, debido a que Silva agregó el sonido de su tema «Stan»,  llevándolo a la censura.Pese a ello, se posicionó en el ranking 20 de la lista musical Monitor Latino.
Previo a «Mi bebito fiu fiu», participó en la producción de los remixs de los temas «La arrechazada», interpretada originalmente por la exvedette Susy Díaz y «Granito de mostaza», alabanza cristiana que se canta por vísperas de Semana Santa, manteniéndose en los arreglos y sonidos a su estilo en el año 2019.[cita requerida] En ese mismo año, realizó la mezcla del tema musical «Ritmo», interpretados originalmente por el cantante J Balvin y el grupo Black Eyes Peas.
Durante la pandemia de COVID-19, lanzó su tema «COVIN-19» en 2020, basado en la conversación de una señora madre de familia que señala que la enfermedad es un demonio, debido a la cantidad de contagios en Perú.[cita requerida] En ese año, lanzó la versión del tema principal de la serie Dark, renombrándolo como «Darkumbión», bajo el estilo cumbia peruana.
Ya para los siguientes años de los 2020s, Silva aprovechó de la conyuntura durante la crisis política de su país, en el cual lanzó sus siguientes temas en estudio: «Imbéciles» (inspirado en el fallecido expresidente Alan García), «Somes hombres» (discurso del político peruano César Acuña), «El niño y el pollo», «El último adiós», «El pollo murió» (ambas dentro del discurso del entonces mandatario Pedro Castillo) y «Vizcarra no puede comprar un pequeño regalo de Navidad». Además, agregó otras remezclas en sus nuevas producciones como el tema urbano «La gatita» en versión villancico, y el video peruano de la red social TikTok «Eso tilín» en 2022. 
En el año 2022, Silva fue parte de la elaboración del tema «#JovenesBicentenario3.0», como parte de la campaña del Ministerio de Trabajo y Promoción del Empleo, volviendo a trabajar con Tefi C. Al año siguiente, colaboró con la banda sonora de la película Una gran aventura, además de participar en diferentes proyectos musicales de la mano de la empresa Saga Falabella. Seguidamente en febrero de 2023, Silva lanzó la segunda parte de «Mi bebito fiu fiu», siendo renombrado bajo el nombre de «Mi bebito fiu fiu 2» y más tarde, el otro material «La cumbia de Barbie», aprovechando de la fama internacional de la película estadounidense Barbie, añadiendo el tema «Barbie Girl» de la banda musical danesa-noruega Aqua, manteniéndose en la cumbia peruana en formato remix.
En ese mismo año, Silva lanzó la remezcla «La Queso», basado a través de una escena de la telenovela mexicana El amor invencible.[cita requerida] Además, Silva estrenó «Kesezo (Pintamos toda la casa)» con Luis Carreño, la voz oficial de Bob Esponja en Latinoamérica.
En 2024, el artista colaboró con la Tigresa del Oriente en el tema «Ella es indigente», que se presentó con público en el teatro Volksbühne de Berlín. También colaboró con Johanna San Miguel, en su personaje de Queca de Plataclaun, para el tema «¡QUECAlor!».

## Discografía

### LP
- 2017: Granito de mostaza
- 2017: Moscú Moscú
- 2018: La cumbia del C Mamut
- 2018: C Mamut
- 2018: Cumbia sad
- 2018: La tarea Remix
- 2019: Imbéciles
- 2019: Pónte guau
- 2019: Lif da laif
- 2019: Mañana no hay clases
- 2019: Welcome to Paracas
- 2019: Enséñame a soñar en la selva
- 2020: COVIN-19
- 2020: Eso tílin Remix
- 2020: Darkumbión
- 2020: El cumbión del calamar
- 2021: El niño y el pollo
- 2021: Dios está aquí
- 2022: ¡Ay, Sebastián!
- 2022: Mi bebito fiu fiu
- 2022: Kesezooo (Pintamos Toda La Casa, ¿Qué es eso?)
- 2023: Verano '23
- 2023: Mi bebito fiu fiu 2
- 2023: La Queso
- 2023: La Mojojojo
- 2023: El Blue Label
- 2024: El gato ron ron

## Radio
- La hora mix (2020-2021), presentador y DJ, por Onda Cero.[4]